# 訃報 2019年6月
訃報 2019年6月（ふほう 2019ねん6がつ）では、2019年6月に物故した、又は物故が報じられた人物についてまとめる。

## (1日 - 15日)

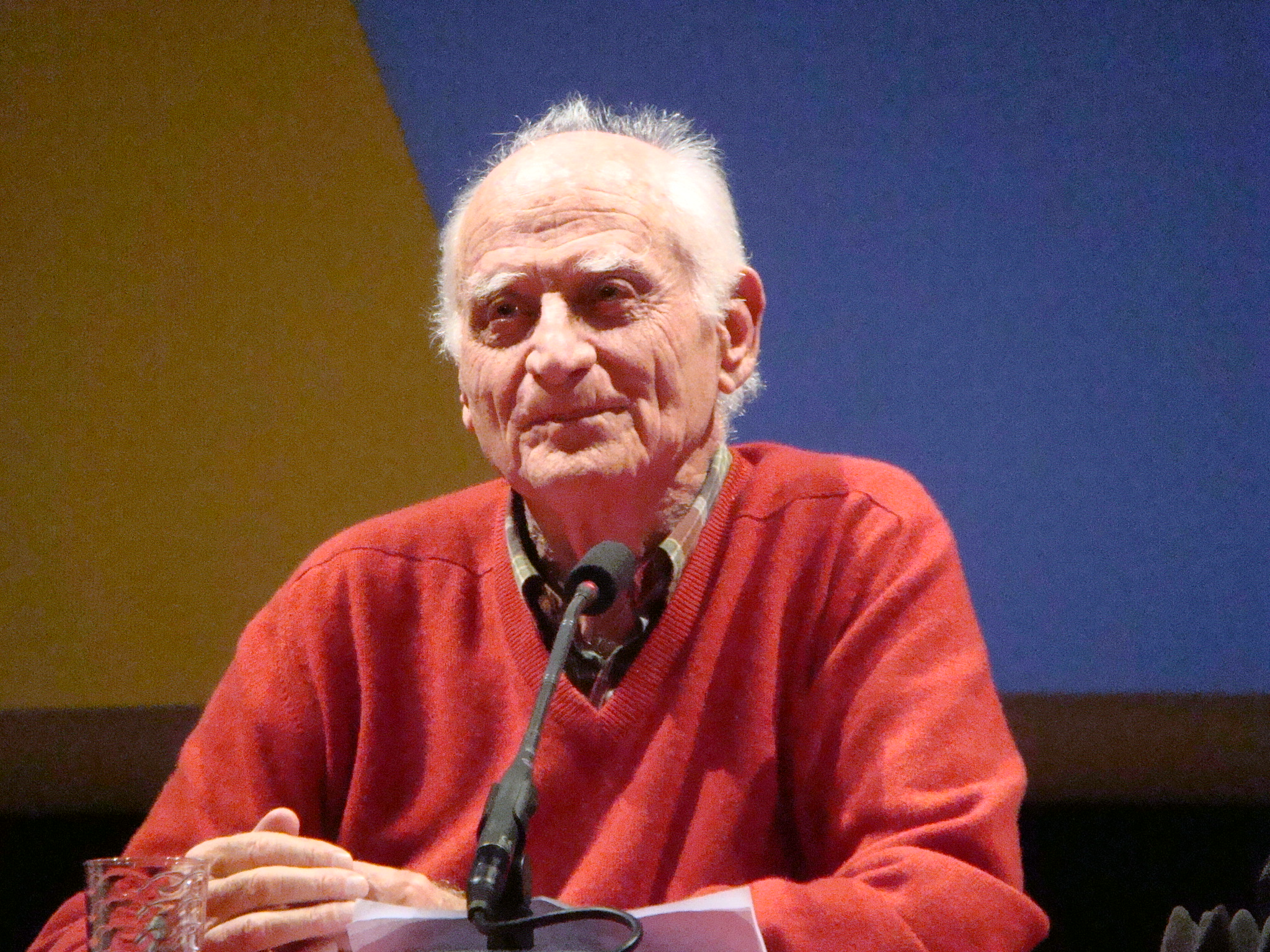
ミシェル・セール／6月1日没

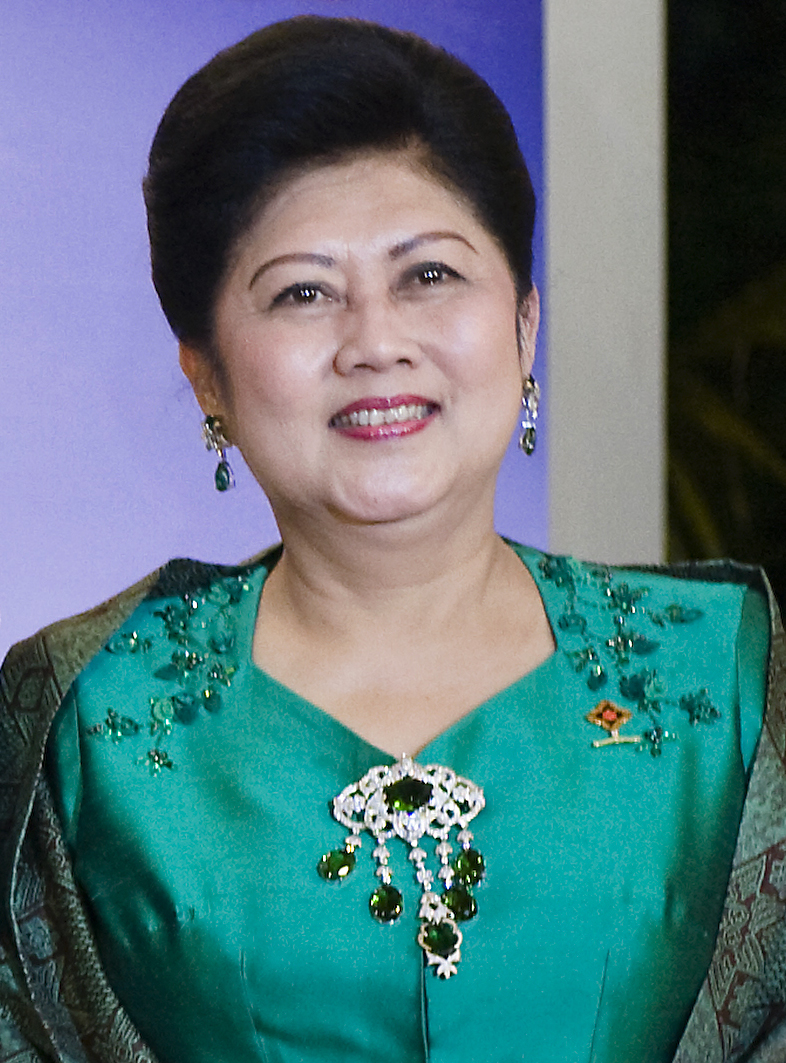
アニ・ユドヨノ／6月1日没

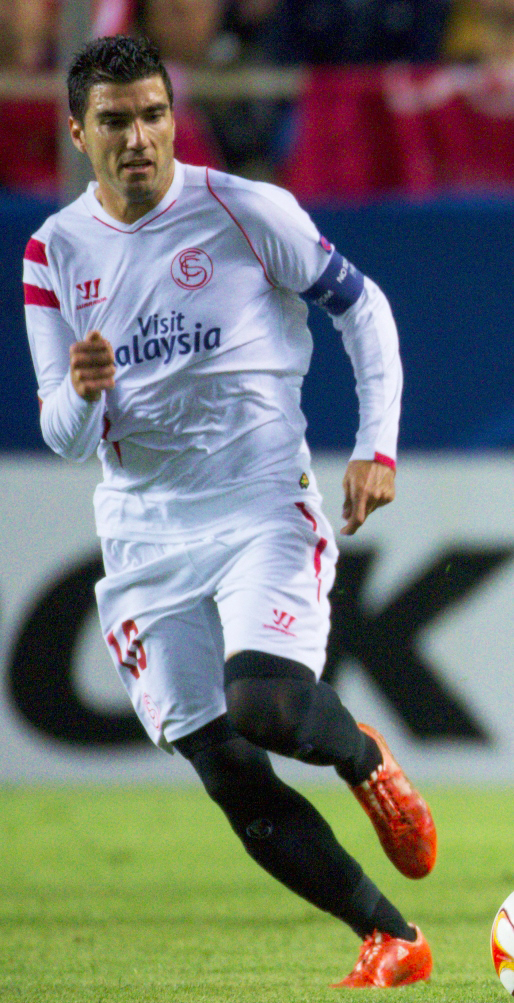
ホセ・アントニオ・レジェス／6月1日没

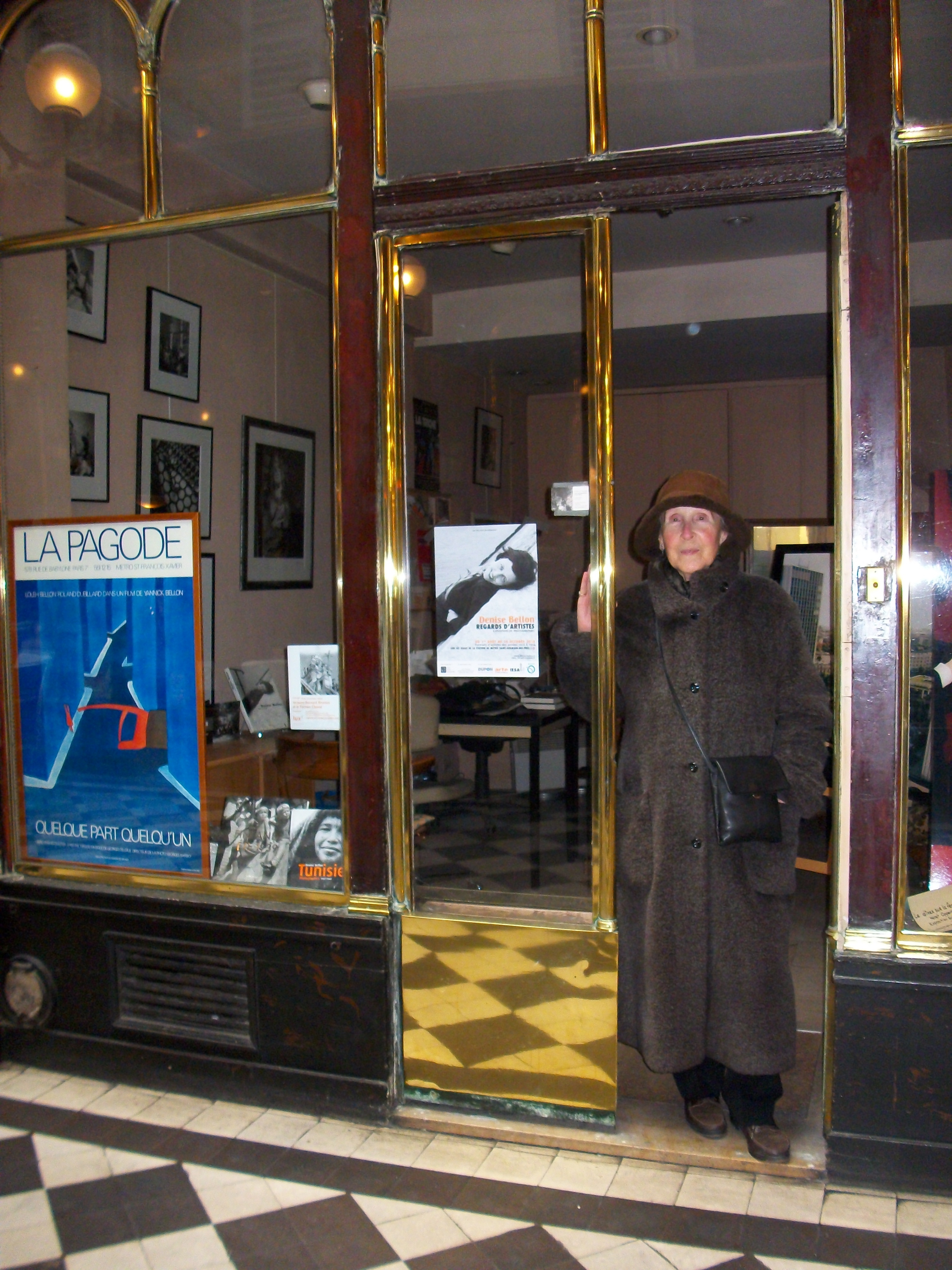
ヤニック・ベロン／6月2日没

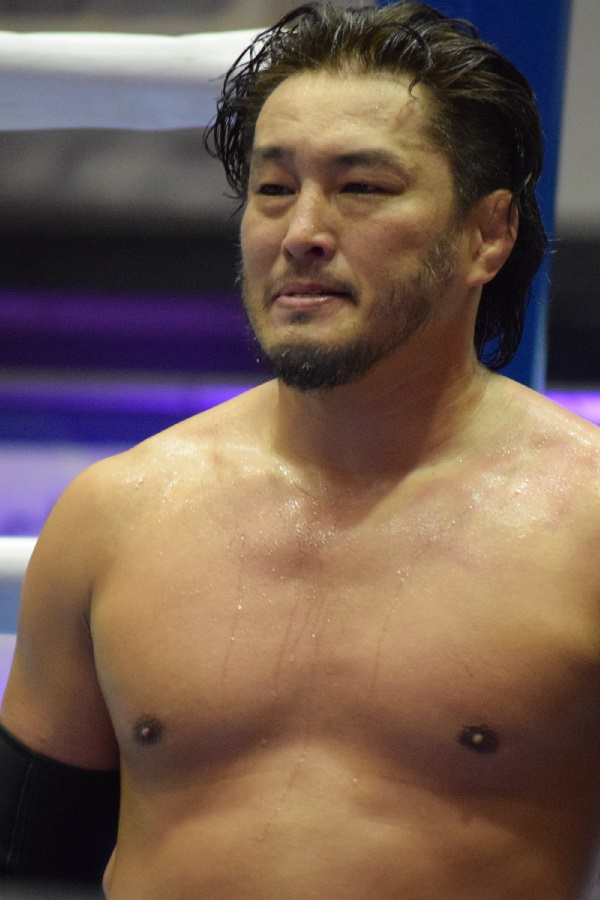
青木篤志／6月3日没

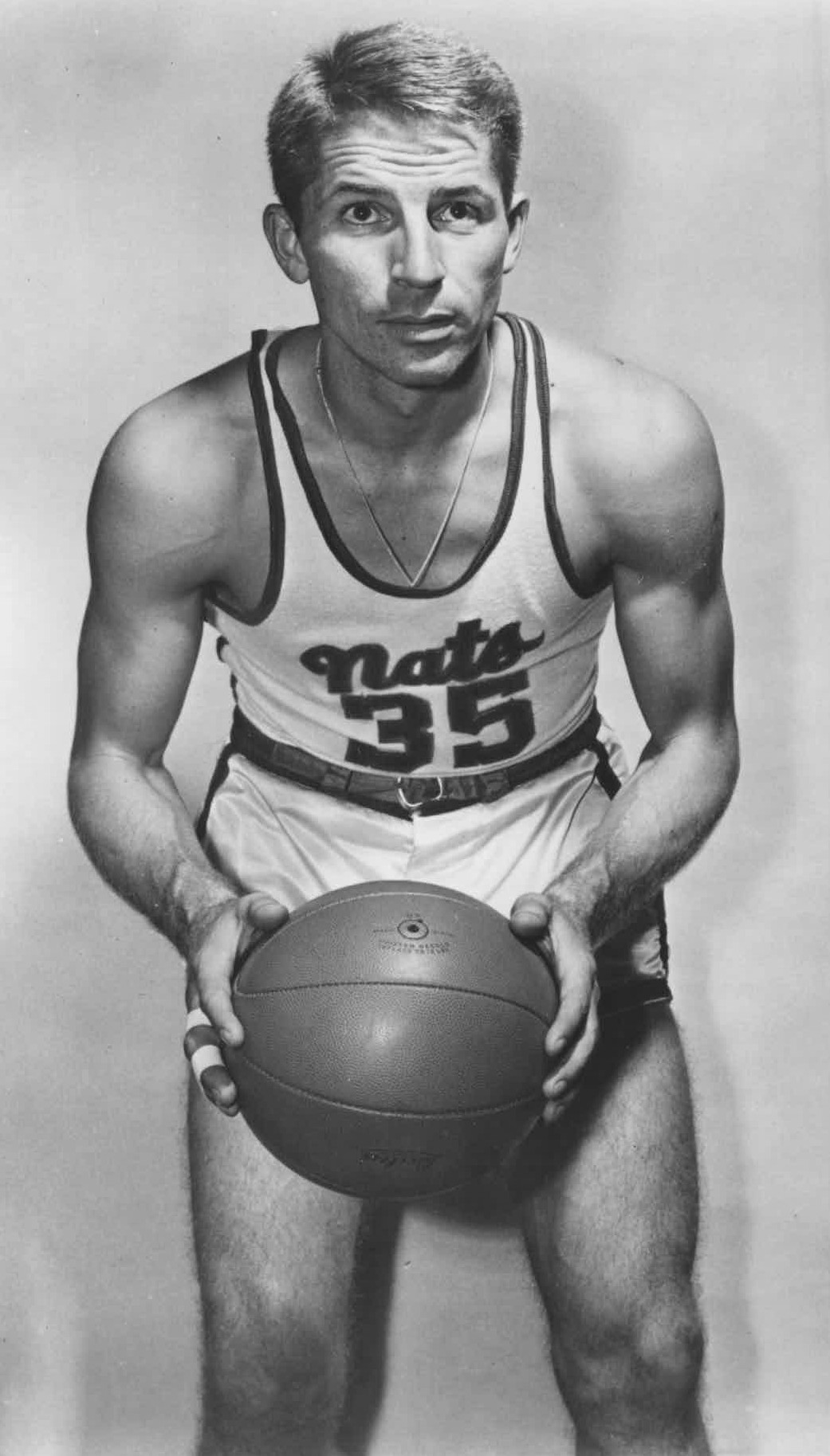
ビル・ガボア／6月4日没

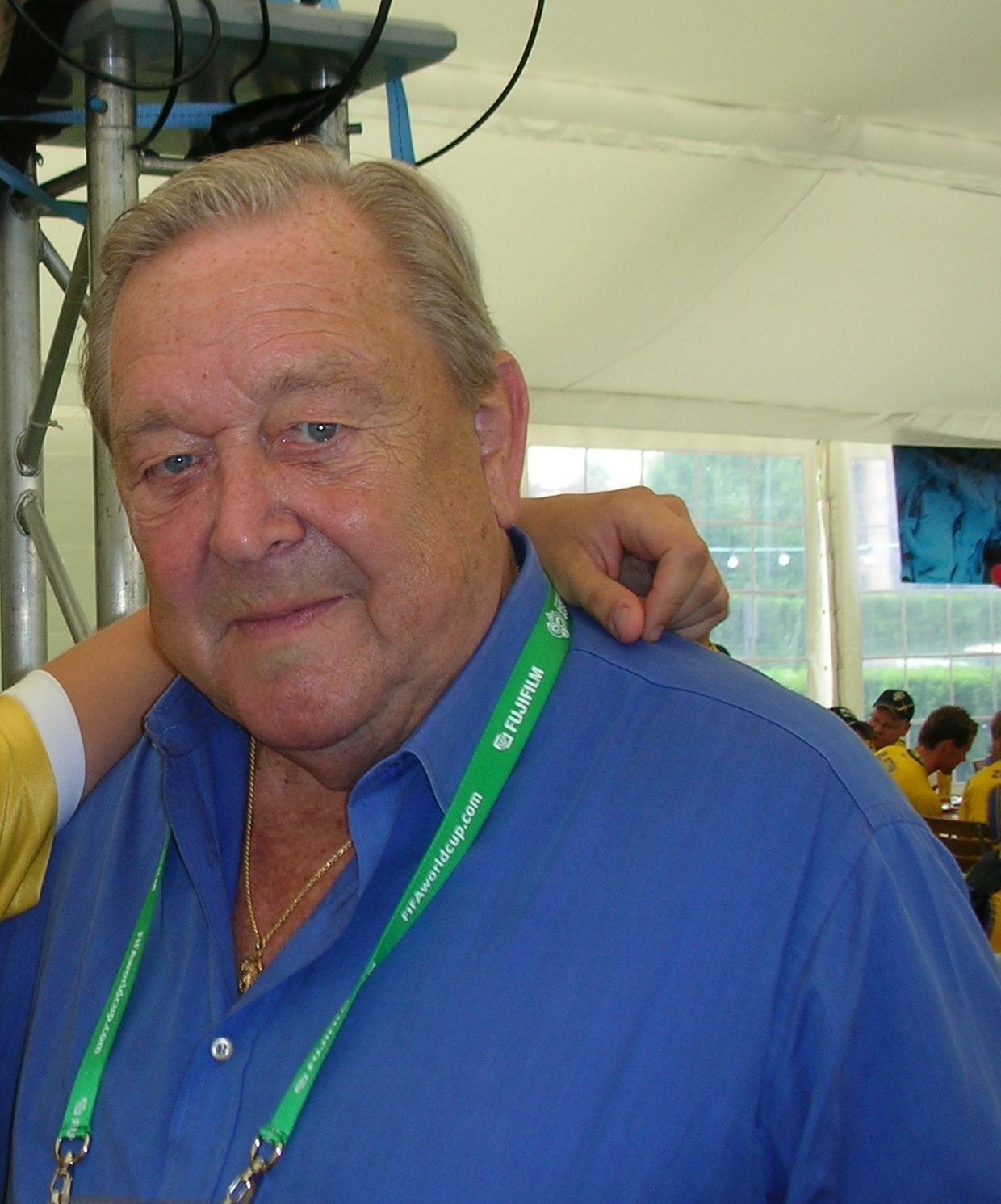
レナート・ヨハンソン／6月4日没

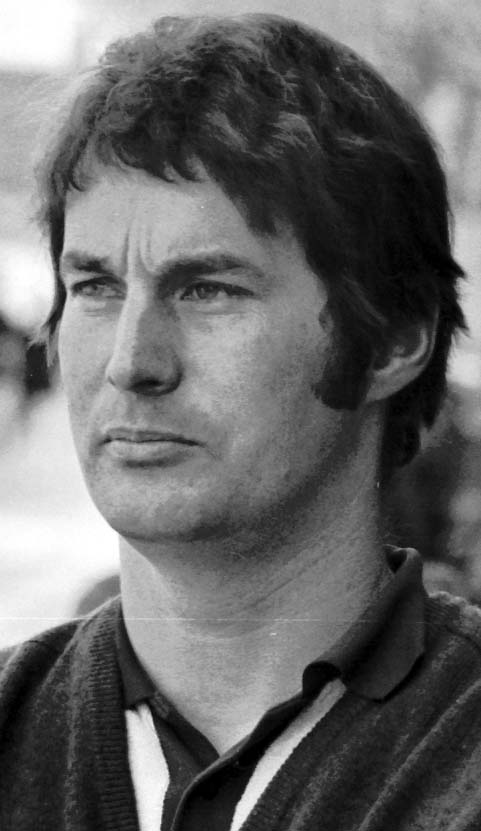
ロビン・ハード／6月4日没

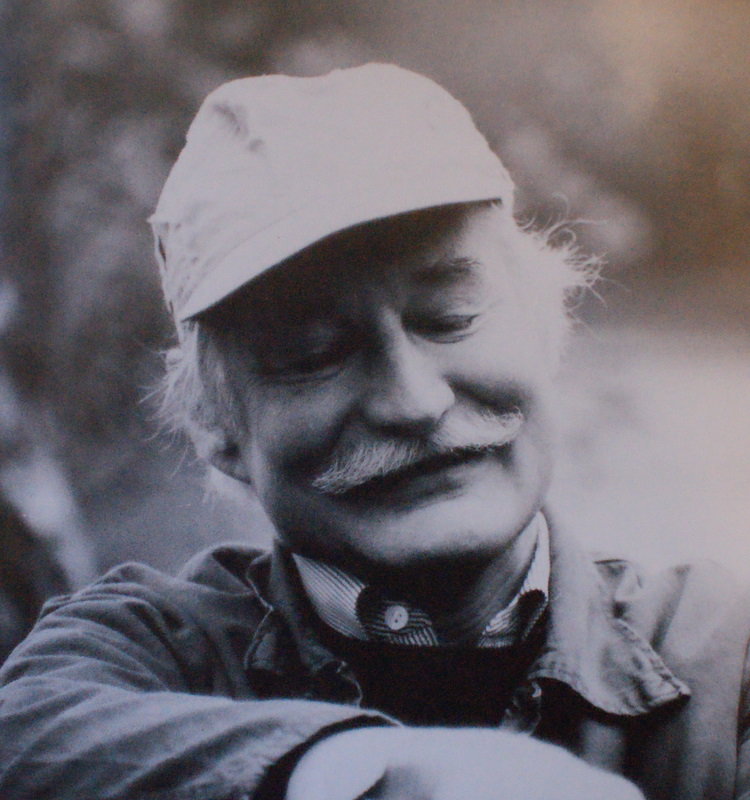
フリードリヒ・メクセペル／6月5日没

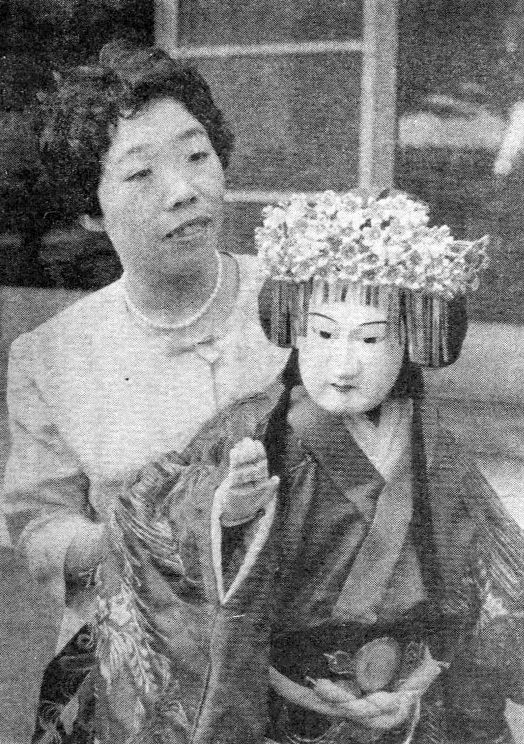
田辺聖子／6月6日没

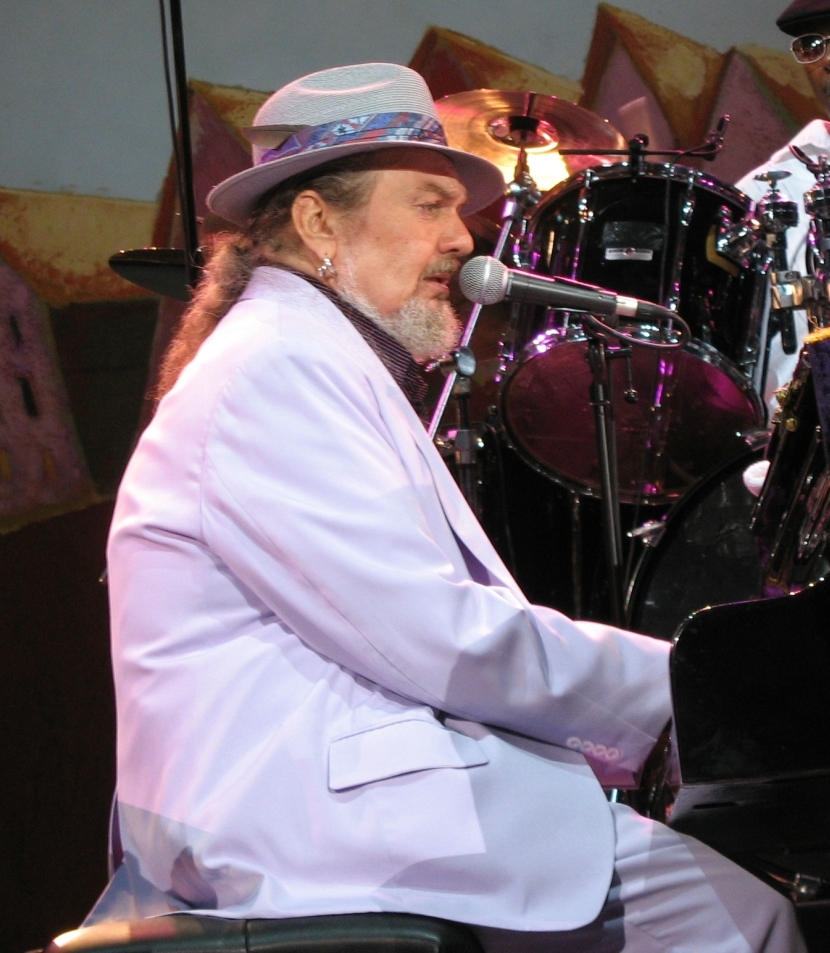
ドクター・ジョン／6月6日没

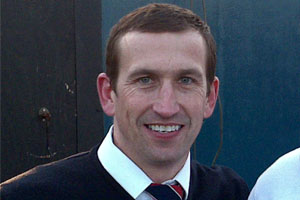
ジャスティン・エディンバラ／6月8日没

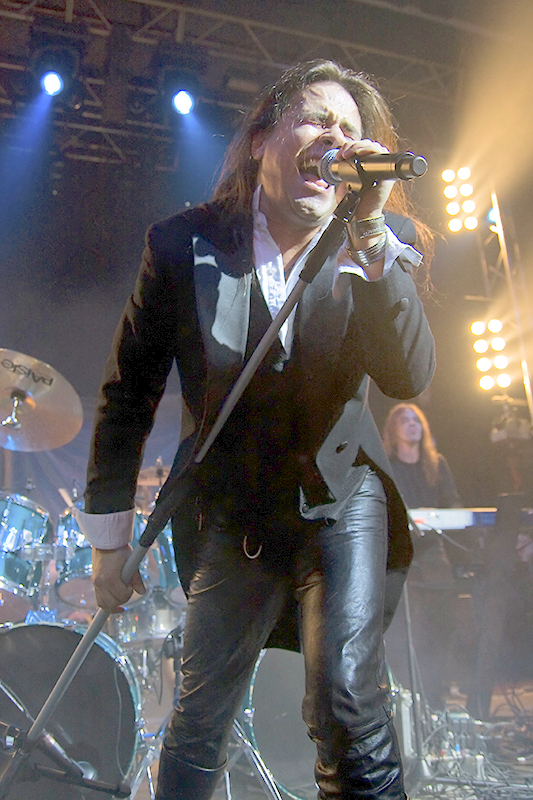
アンドレ・マトス／6月8日没

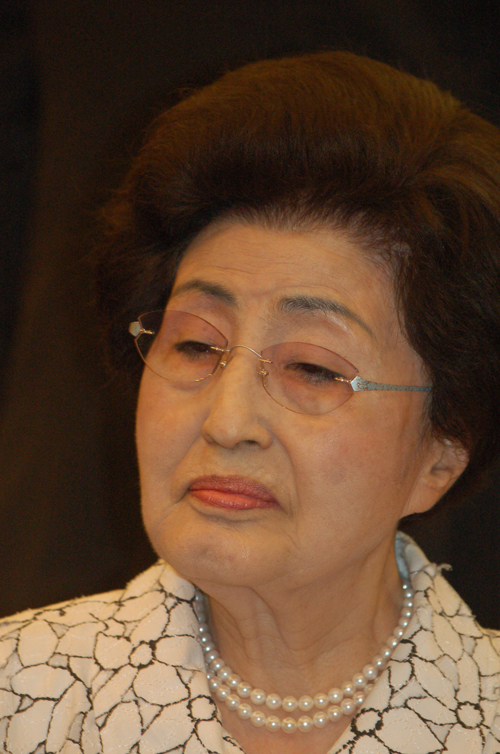
李姫鎬／6月10日没

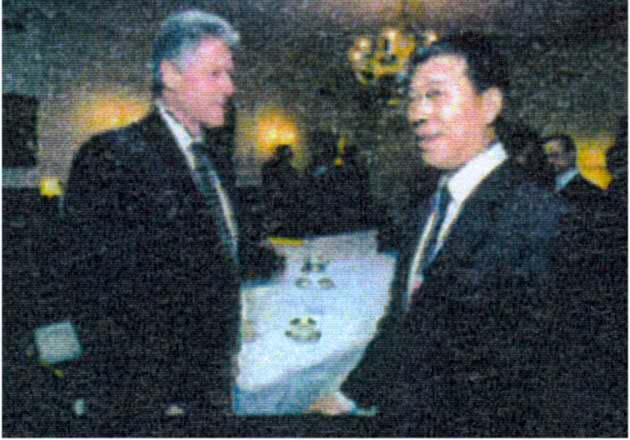
王軍（右）／6月10日没

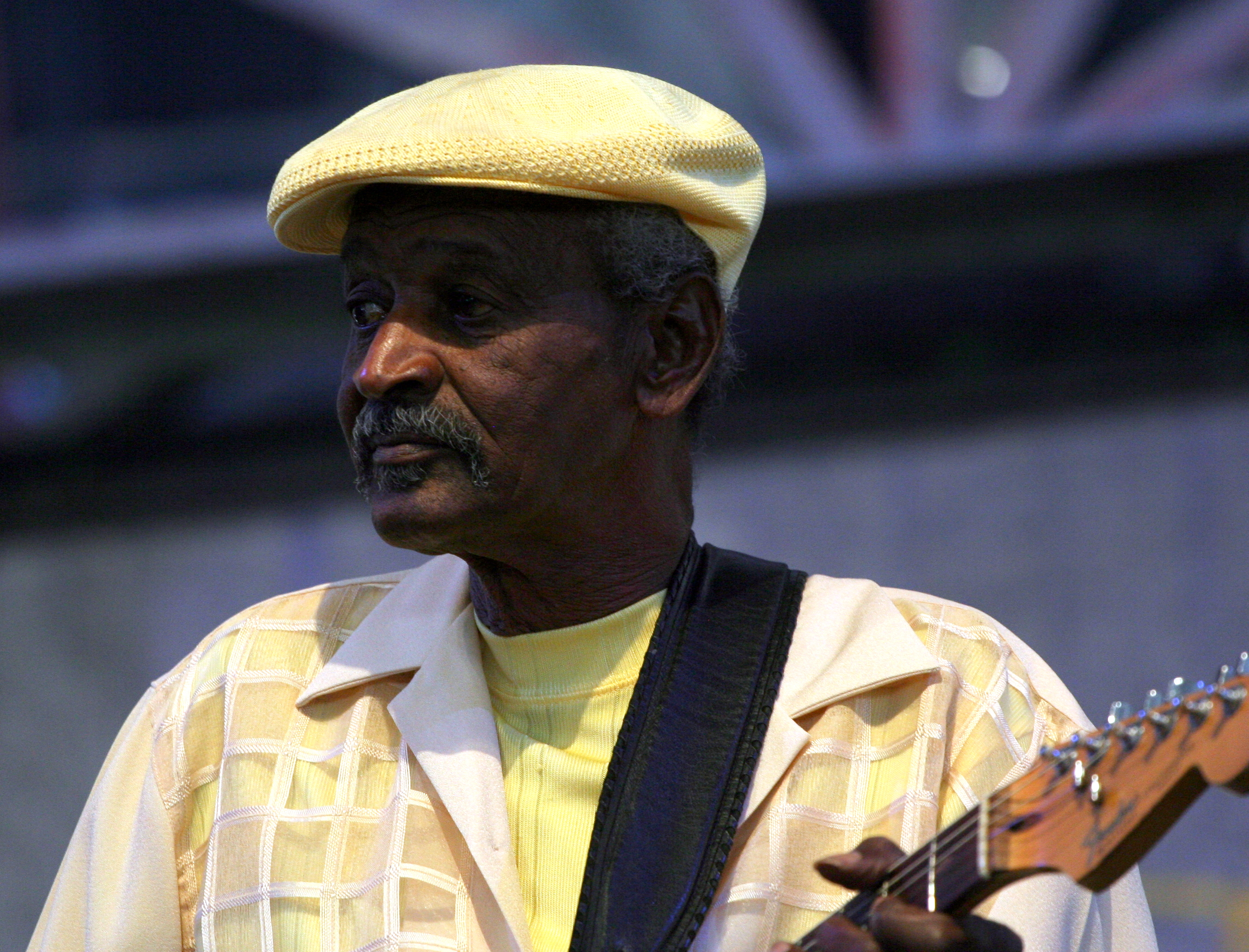
ポール・シニガル／6月10日没

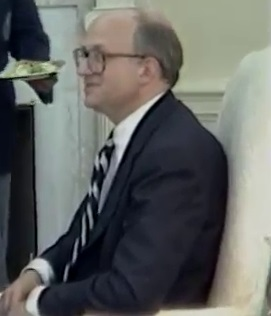
マーティン・フェルドシュタイン／6月11日没

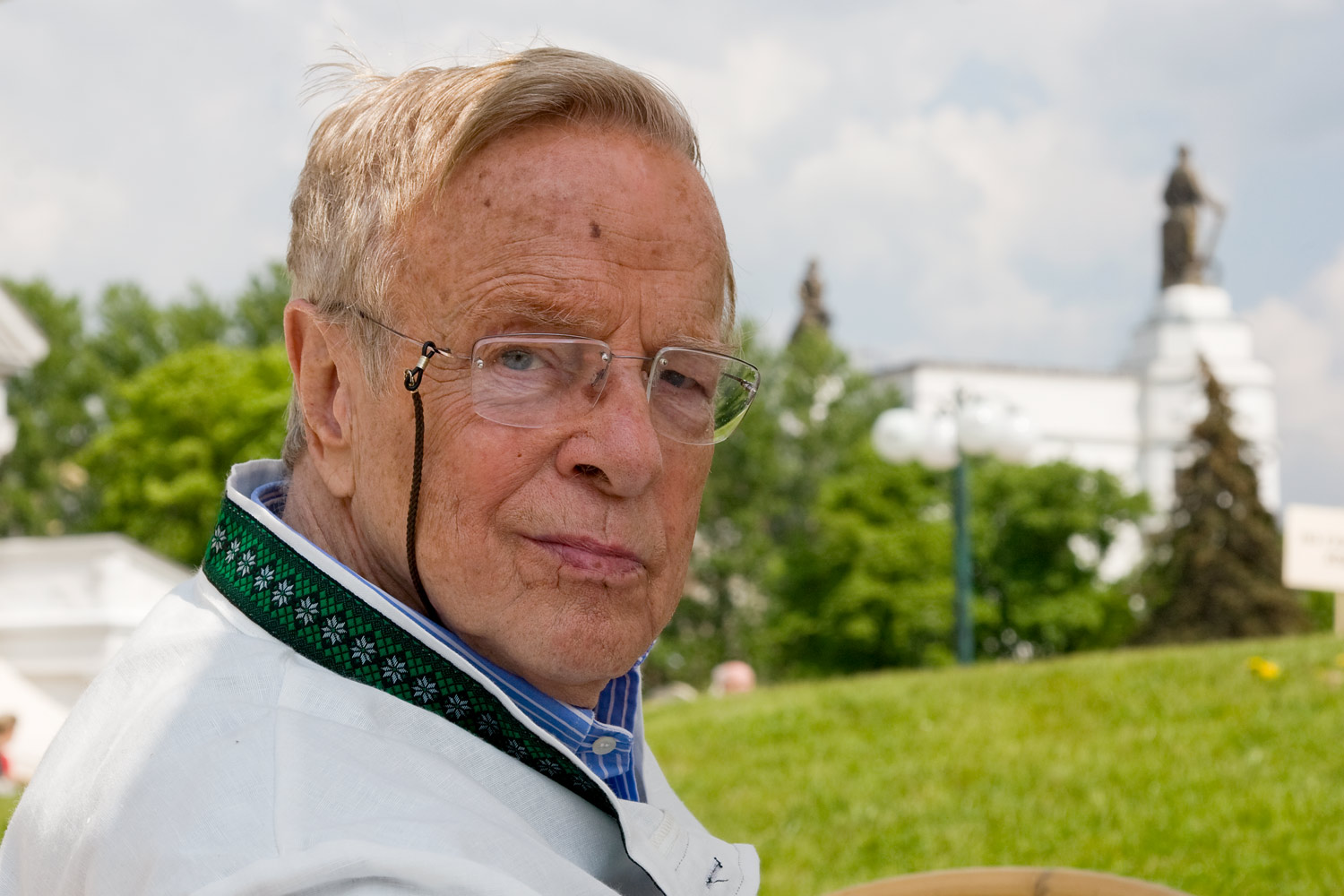
フランコ・ゼフィレッリ／6月15日没

- 6月1日 - リア・チェイス（英語版）、アメリカ合衆国の料理人（* 1923年）[1]
- 6月1日 - 田川熊雄、日本の政治家、元京都府宇治市長（* 1924年）[2]
- 6月1日 - 水島力夫、日本の実業家、元荏原実業社長（* 1927年?）[3]
- 6月1日 - ミシェル・セール、フランスの哲学者、文筆家（* 1930年）[4]
- 6月1日 - 横山たかし、日本の漫才師（* 1948年）[5]
- 6月1日 - アニ・ユドヨノ（英語版）、インドネシアの元ファーストレディ、スシロ・バンバン・ユドヨノ夫人（* 1952年）[6]
- 6月1日 - ホセ・アントニオ・レジェス、スペインのサッカー選手、元サッカースペイン代表選手（* 1983年）[7]
- 6月2日 - ヤニック・ベロン、フランスの映画監督（* 1924年）[8]
- 6月2日 - 鹿熊安正、日本の政治家、元参議院議員【自由民主党所属】（* 1927年）[9]
- 6月2日 - 鬼塚豊吉、日本の経済学者、元法政大学総長代行・名誉教授（* 1933年）[10]
- 6月2日 - 蒲谷茂、日本の医療ジャーナリスト（* 1949年）[11]
- 6月2日 - 李兆基（中国語版）、香港の俳優（* 1949年）[12][13]
- 6月2日 - ヴァルター・リュブケ（ドイツ語版）、ドイツの政治家、カッセル県知事（* 1953年）[14]
- 6月2日 - アリステア・ブラウニング（英語版）、ニュージーランドの俳優（* 1954年）
- 6月2日 - 山崎英樹、日本のアナウンサー【北海道放送所属】（* 1962年）[15]
- 6月3日 - ヴォイツラヴァ＝フェオドラ・ツー・メクレンブルク（ドイツ語版）、ドイツの貴族、ハインリヒ1世・ロイス夫人（* 1918年）[16]
- 6月3日 - アグスティナ・ベッサ＝ルイス（ポルトガル語版）、ポルトガルの小説家（* 1922年）[17]
- 6月3日 - 加藤節夫、日本の政治家、元島根県安来市長（* 1928年?）[18]
- 6月3日 - スタンリー・タイガーマン（英語版）、アメリカ合衆国の建築家（* 1930年）[19]
- 6月3日 - 菊田守、日本の詩人（* 1935年）[20]
- 6月3日 - 藤原信、日本の彫刻家（* 1938年）[21]
- 6月3日 - 本江邦夫、日本の美術史学者、多摩美術大学名誉教授（* 1948年）[22]
- 6月3日 - 山中漠、日本の政治家、元北海道壮瞥町長（* 1948年?）[23]
- 6月3日 - 賀一航（中国語版）、中華民国のテレビ番組司会者、俳優、歌手（* 1954年）[24]
- 6月3日 - 佐藤弘樹、日本のラジオパーソナリティ（* 1957年）[25]
- 6月3日 - 青木篤志、日本のプロレスラー（* 1977年）[26]
- 6月4日 - ビル・ガボア、アメリカ合衆国のバスケットボール選手（* 1922年）[27]
- 6月4日 - 石坂照子、日本の免疫学者、元米ジョンズ・ホプキンス大学教授（* 1926年）[28]
- 6月4日 - 志賀正枝、日本の書家、毎日書道展審査会員（* 1927年?）[29]
- 6月4日 - レナート・ヨハンソン、スウェーデンのサッカークラブ代表者、AIKソルナ元会長、欧州サッカー連盟（UEFA）の5代目会長（* 1929年）[30]
- 6月4日 - ロビン・ハード、イギリスのエンジニア、デザイナー、実業家、マーチ・エンジニアリング共同創設者（* 1939年）[31]
- 6月4日 - 桜井武、日本の美術史家、熊本市現代美術館長（* 1944年?）[32]
- 6月4日 - 河村要助、日本のデザイナー、イラストレーター、音楽評論家（* 1944年）[33]
- 6月5日 - エリオ・スグレッチャ（英語版）、イタリアの枢機卿、生命倫理学者、元教皇庁生命アカデミー（英語版）会長（* 1928年）[34]
- 6月5日 - 佐橋嘉彦、日本の実業家、元中日新聞社取締役、参与、元中部日本放送代表取締役副社長（* 1933年）[35][36]
- 6月5日 - フリードリヒ・メクセペル、ドイツの画家（* 1936年）[37]
- 6月5日 - 宇井孝司（wikidata）、日本のアニメーション監督（* 1961年）[38]
- 6月6日 - 田辺聖子、日本の小説家、芥川賞受賞者（* 1928年）[39]
- 6月6日 - 森實孝郎、日本の元官僚、団体理事、元農林水産省構造改善局長、元東京穀物商品取引所理事長（* 1931年）[40]
- 6月6日 - ドクター・ジョン、アメリカ合衆国のミュージシャン（* 1941年）[41]
- 6月6日 - 島武実、日本の作詞家、音楽ディレクター、プラスチックスメンバー（* 1946年）[42]
- 6月7日 - 武内礼次、日本の実業家、元南陽社長（* 1932年）[43]
- 6月7日 - 上井久義、日本の民俗学者、関西大学名誉教授（* 1932年）[44]
- 6月7日 - ナルシソ・イバニェス・セラドール（スペイン語版）、スペインの映画監督（* 1935年）[45]
- 6月7日 - 保志忠彦、日本の実業家、第一興商創業者（* 1938年）[46]
- 6月7日 - リシャルト・ブガイスキ（ポーランド語版）、ポーランドの映画監督、脚本家（* 1943年）[47]
- 6月7日 - トニー・ロダム、アメリカ合衆国の実業家、ヒラリー・クリントン実弟（* 1954年）[48]
- 6月7日 - 白築純、日本のミュージシャン（* 1970年?）[49]
- 6月8日 - ルネ・ル・カルム（フランス語版）、フランスの女優（* 1918年）[50]
- 6月8日 - ノーマン・デュイス（英語版）、イギリスのテストドライバー、エンジニア（* 1920年）[51]
- 6月8日 - アーサー・フラッケンポール、アメリカ合衆国の作曲家（* 1924年）[52]
- 6月8日 - 相原隆、日本の実業家、元日動火災海上保険（現東京海上日動火災保険）社長（* 1937年）[53]
- 6月8日 - 岩政輝男、日本の医学者、病理学者、琉球大学元学長（* 1942年）[54]
- 6月8日 - スペンサー・ボーレン（英語版）、アメリカ合衆国のミュージシャン（* 1950年）[55]
- 6月8日 - ウィリー・ウィリアムス、アメリカ合衆国の空手家（* 1951年）[56]
- 6月8日 - ジャスティン・エディンバラ、イングランドの元サッカー選手・指導者（* 1969年）[57]
- 6月8日 - アンドレ・マトス、ブラジルの歌手、元ヴァイパー・アングラ・シャーマンメンバー（* 1971年）[58]
- 6月8日 - アブデル・バセット・アル・サルート（英語版）、シリアのサッカー選手、民兵、元同国ユース代表（* 1990年）[59]
- 6月8日 - 水上ルイ、日本の小説家（* 生年非公表）[60]
- 6月9日 - 馬如龍（中国語版）、中華民国の俳優（* 1939年）[61]
- 6月9日 - ブッシュウィック・ビル（英語版）、ジャマイカ出身のアメリカ合衆国のラッパー（* 1966年）[62]
- 6月10日 - 盛田稔、日本の経済史学者、青森大学元学長・名誉教授（* 1917年）[63]
- 6月10日 - 李姫鎬、大韓民国の政治運動家、金大中第15代大韓民国大統領夫人（* 1922年）[64]
- 6月10日 - 山田和生、日本の医学者、名古屋大学名誉教授（* 1924年）[65]
- 6月10日 - 松田健八、日本の琉球古典音楽奏者、野村流音楽協会元会長（* 1929年?）[66]
- 6月10日 - イブ・ネアホルム（デンマーク語版）、デンマークの作曲家、オルガン奏者（* 1931年）[67]
- 6月10日 - 藤本譲、日本の声優、ナレーター、（* 1935年）[68]
- 6月10日 - チャック･グレイザー（英語版）、アメリカ合衆国のカントリーミュージックアーティスト、トムポール&グレイザー・ブラザーズ（英語版）メンバー（* 1936年）[69]
- 6月10日 - 王軍、中華人民共和国の実業家、中国中信集団公司元会長（* 1941年）[70]
- 6月10日 - スヴェン＝ダーヴィド・サンドストレム（スウェーデン語版）、スウェーデンの作曲家（* 1942年）[71]
- 6月10日 - ポール・シニガル、アメリカ合衆国のザディコ／ブルースミュージシャン（* 1944年）[72]
- 6月10日 - 上間恒義、日本の実業家、元拓南製鐵社長（* 1946年?）[73]
- 6月10日 - 高山茂、日本の民俗学者、日本大学元教授（* 1947年）[74]
- 6月11日 - 花谷和子、日本の俳人（* 1922年）[75]
- 6月11日 - マーティン・フェルドシュタイン、アメリカ合衆国の経済学者、ハーバード大学教授（* 1939年）[76]
- 6月11日 - 北島義仁、日本の実業家、元信越放送社長（* 1948年?）[77]
- 6月11日 - 柏井正樹、日本のテニス指導者（* 1961年?）[78]
- 6月11日 - ガブリエル・グリューネヴァルト（英語版）、アメリカ合衆国の陸上競技選手（* 1986年）[79]
- 6月12日 - シルヴィア・マイルズ（英語版）、アメリカ合衆国の女優（* 1924年）[80]
- 6月12日 - 山崎つる子、日本の美術家（* 1925年）[81]
- 6月12日 - 巌浩、日本の編集者、元『日本読書新聞』編集長（* 1925年）[82]
- 6月12日 - 張立義（英語版）、中華民国の元軍人、元黒猫中隊所属パイロット（* 1927年）[83]
- 6月12日 - 喜谷昌代、日本の社会活動家、キッズファム財団創設者、英国赤十字社評議員（* 1936年?）[84]
- 6月12日 - 兼子保夫、日本の実業家、元トーヨーカネツ社長（* 1936年?）[85]
- 6月12日 - ゲイリー・バレル（英語版）、アメリカ合衆国の実業家、ガーミン共同創業者（* 1937年）[86]
- 6月12日 - 横田洋三、日本の国際法学者、法務省特別顧問（* 1940年）[87]
- 6月12日 - 國井正廣、日本の俳優、殺陣師（* 1944年）[88]
- 6月13日 - ショーン・マッカン（英語版）、カナダの俳優（* 1935年）[89]
- 6月13日 - パット・ボーレン（英語版）、アメリカ合衆国の球団経営者、デンバー・ブロンコスオーナー（* 1944年）[90]
- 6月13日 - 千家和也、日本の作詞家（* 1946年）[91]
- 6月13日 - 石田信之、日本の俳優（* 1950年）[92][93]
- 6月13日 - 小川隆、日本のSF翻訳家、評論家、編集者（* 1951年）[94]
- 6月14日 - 田宮文平、日本の書評論家（* 1937年）[95]
- 6月14日 - 吉武美知子、日本の映画プロデューサー（* 生年非公表）[96]
- 6月14日 - SNOBゆか、日本のお笑い芸人、レゲエDJ（* 1964年）[97]
- 6月15日 - フランコ・ゼフィレッリ、イタリアの映画監督、脚本家、オペラ演出家、政治家（* 1923年）[98]
- 6月15日 - チャールズ・A・ライク、アメリカ合衆国の法律家、社会科学者、著作家（* 1928年）[99]
- 6月15日 - 竹市明弘、日本の哲学者、京都大学名誉教授（* 1933年）[100]
- 6月15日 - モーリス・ベニシュー（フランス語版）、フランスの俳優（* 1943年）[101]

## (16日 - 30日)

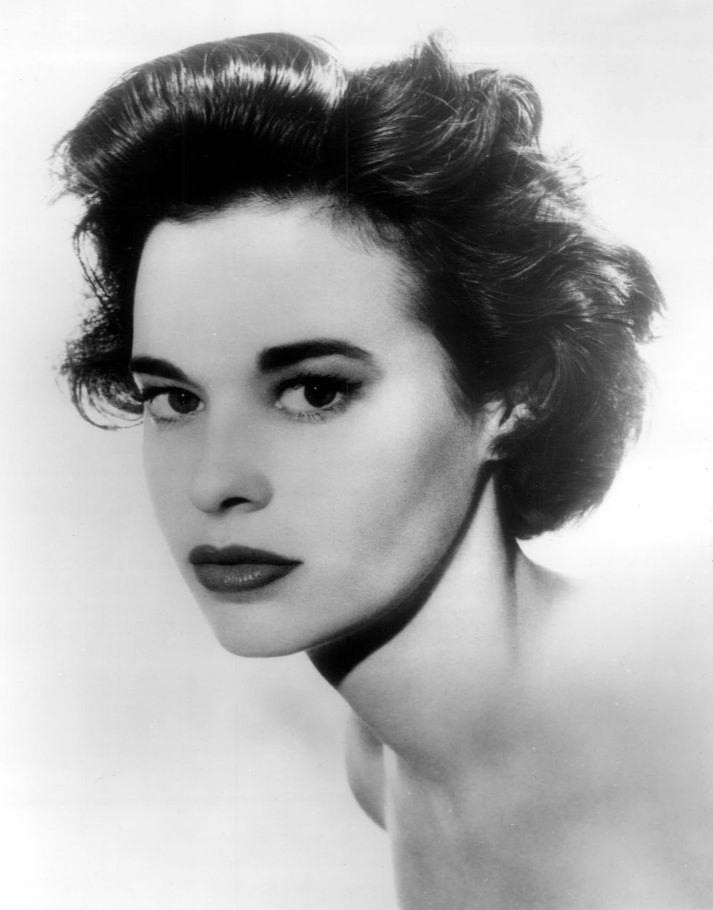
グロリア・ヴァンダービルト／6月17日没

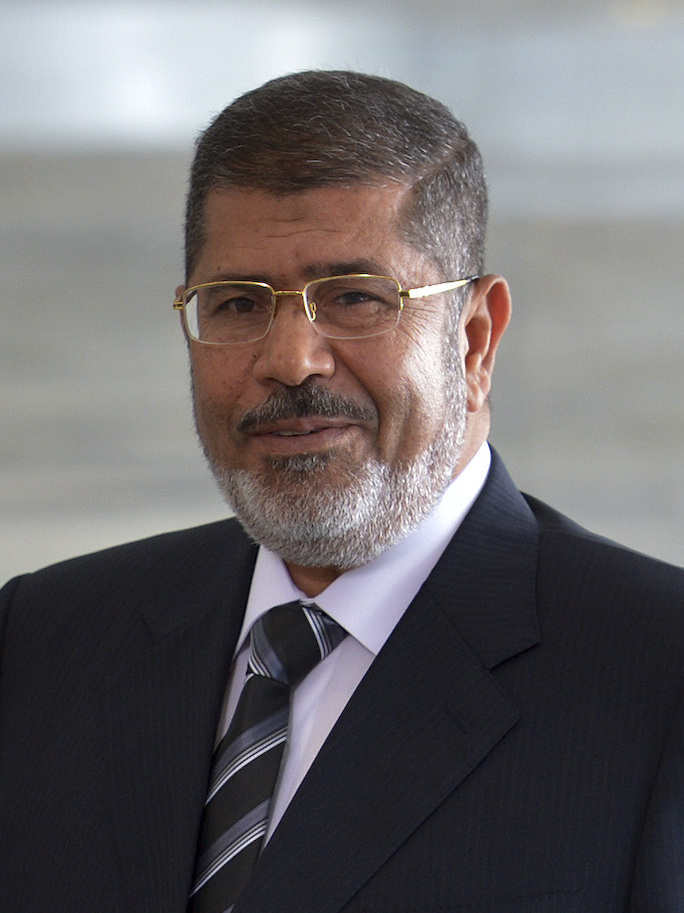
ムハンマド・ムルシー／6月17日没

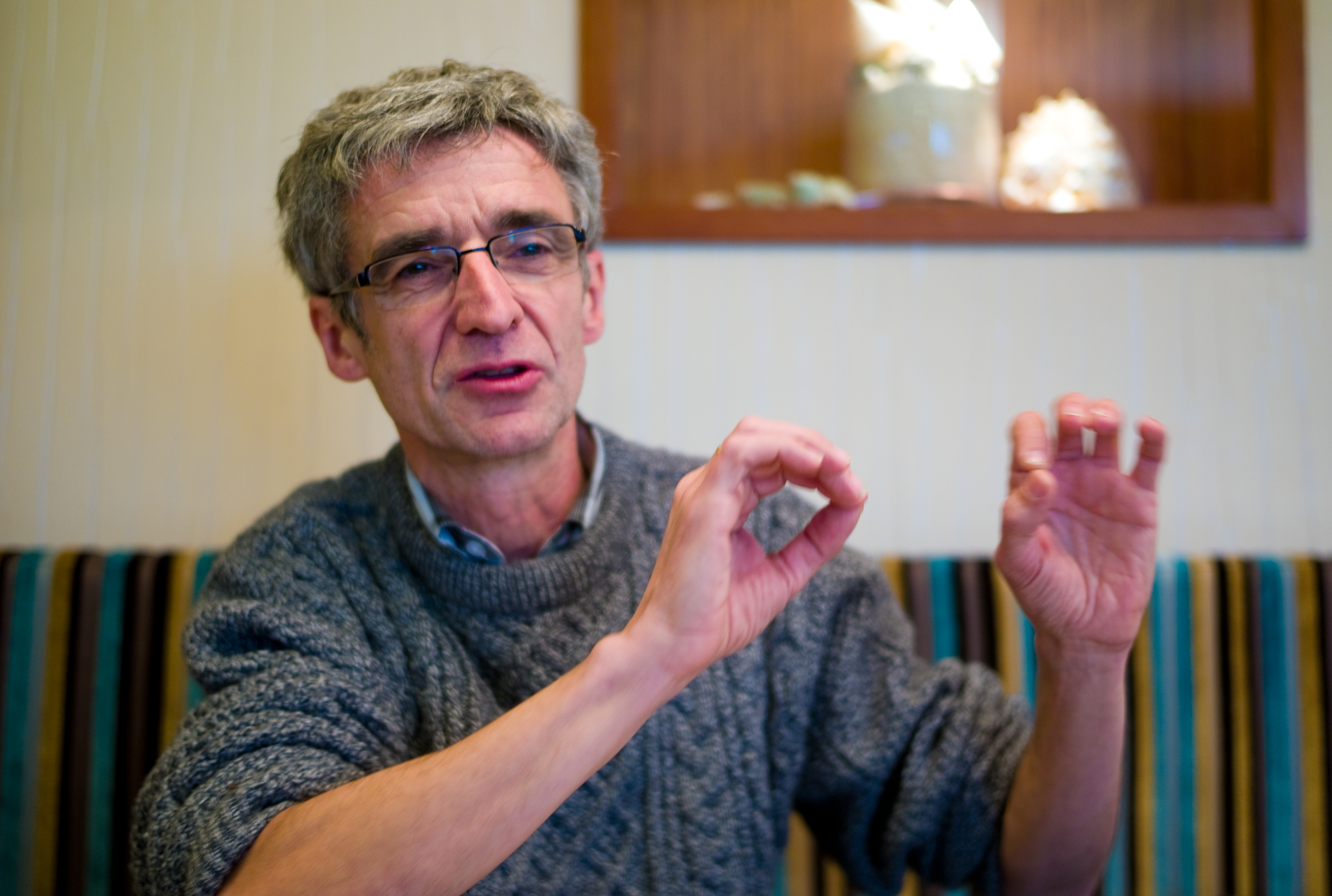
ジャン＝マリー・ヒューロット／6月17日没

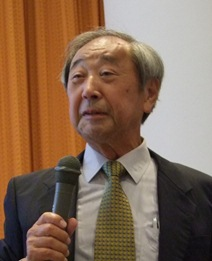
小池和男／6月18日没

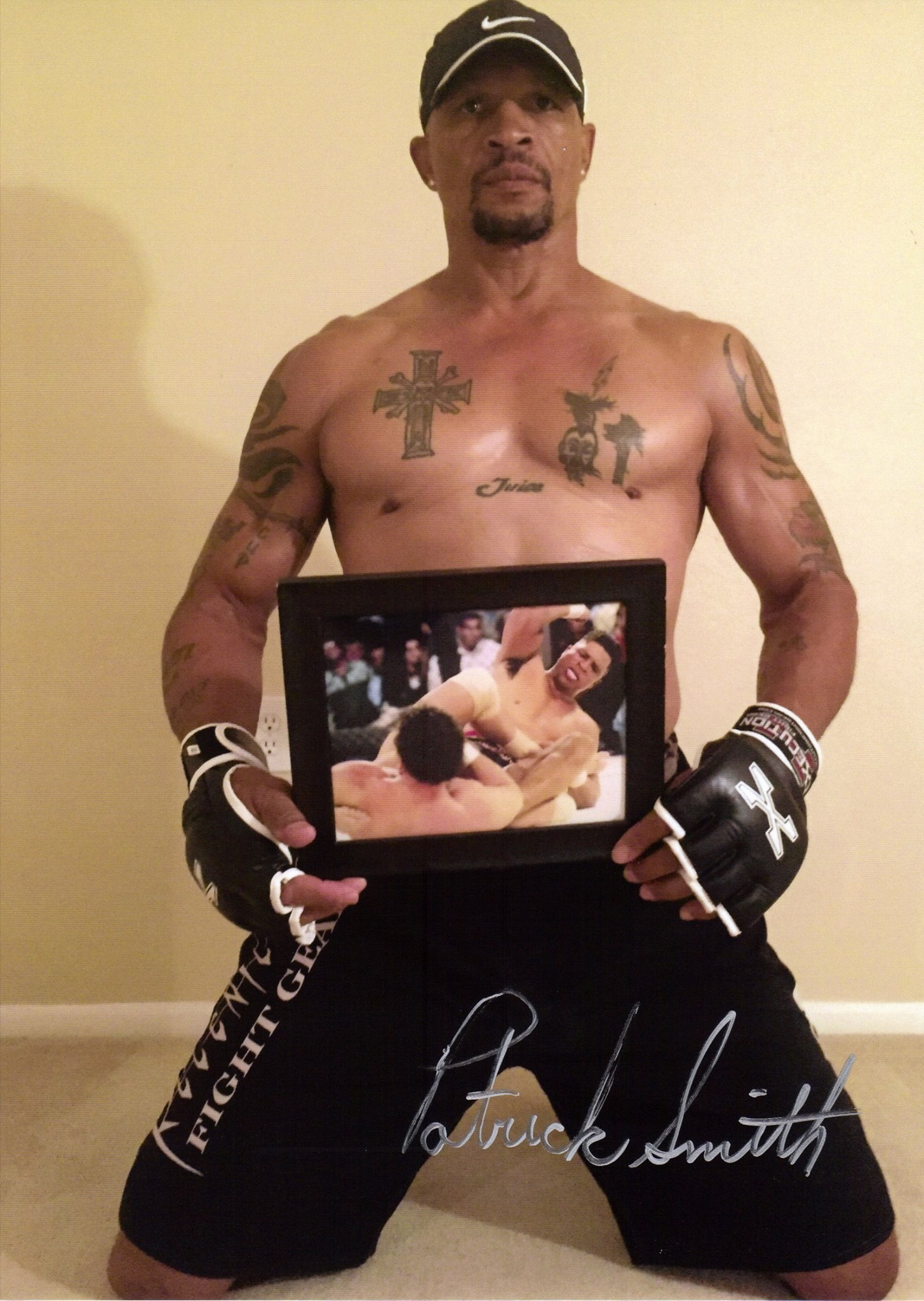
パトリック・スミス／6月18日没

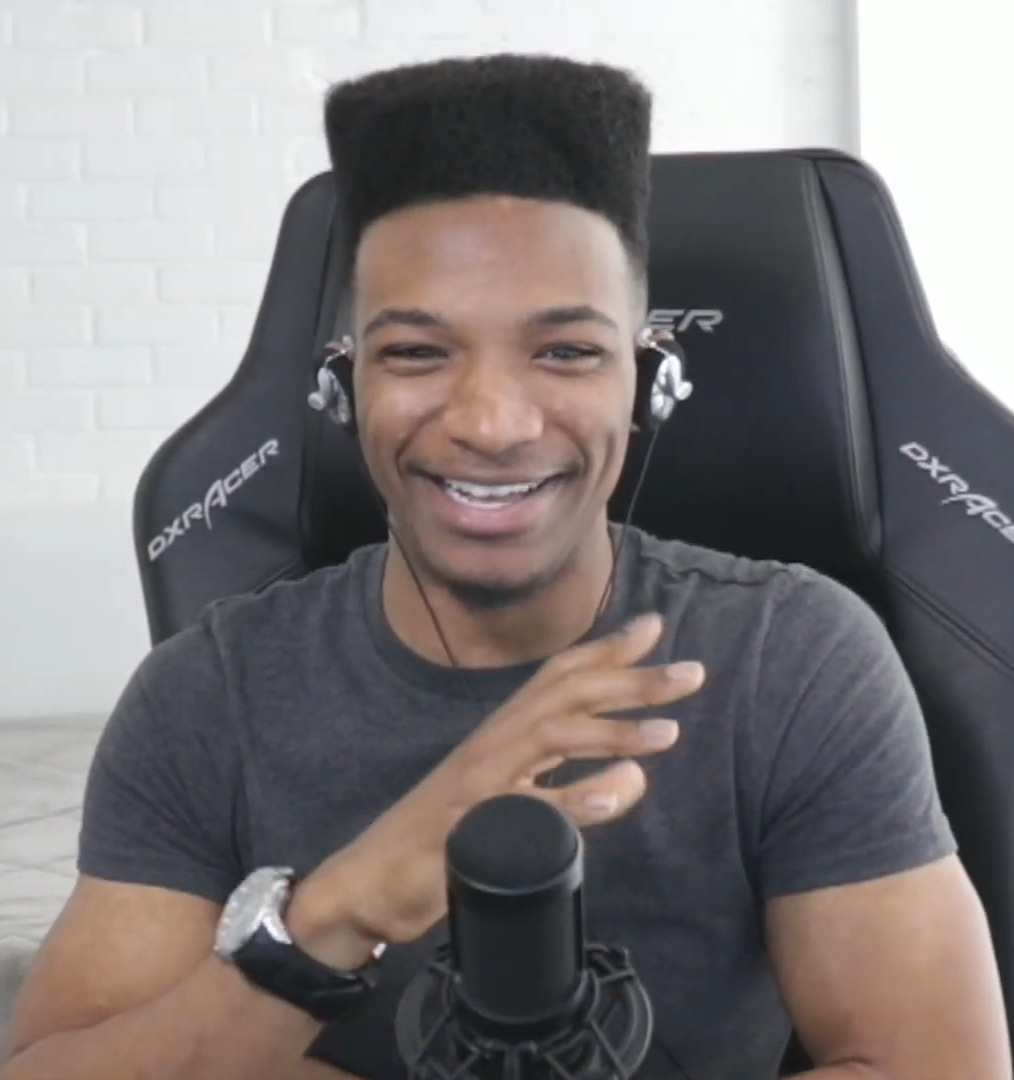
エティカ／6月19日没

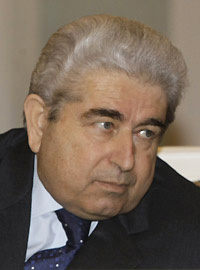
ディミトリス・フリストフィアス／6月21日没

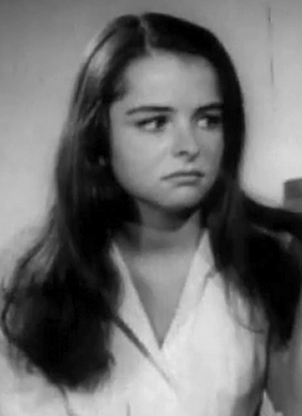
スーザン・バーナード／6月21日没

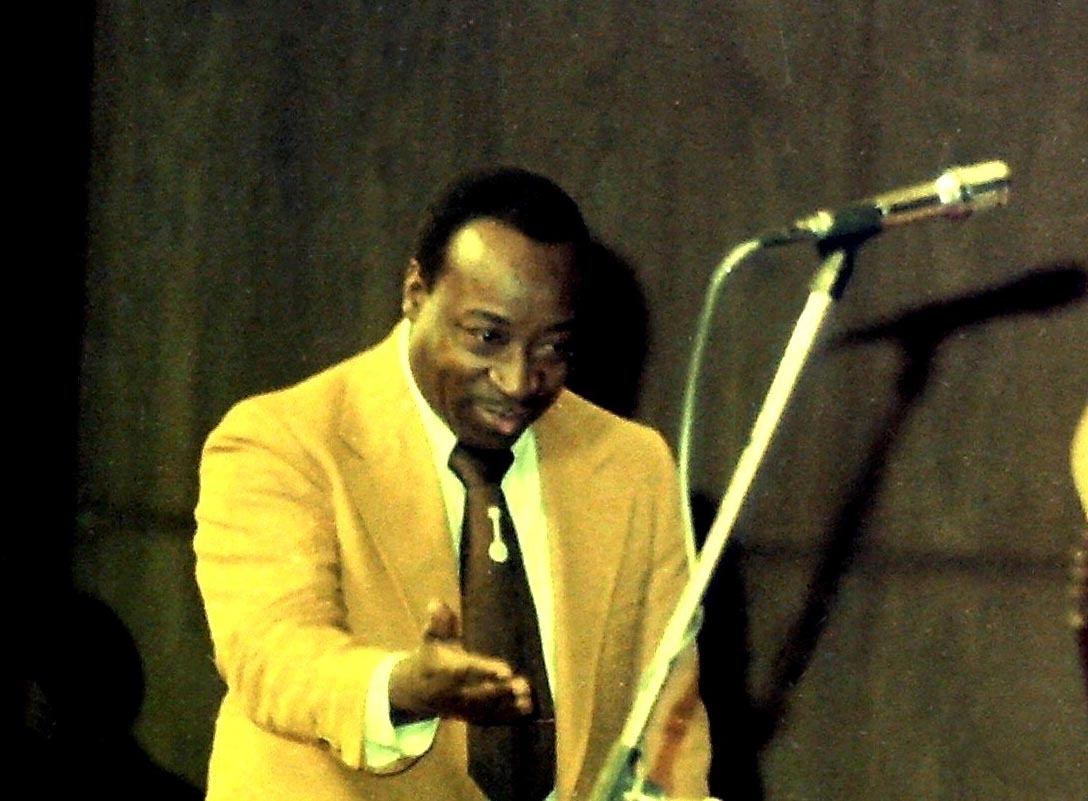
デイヴ・バーソロミュー／6月23日没

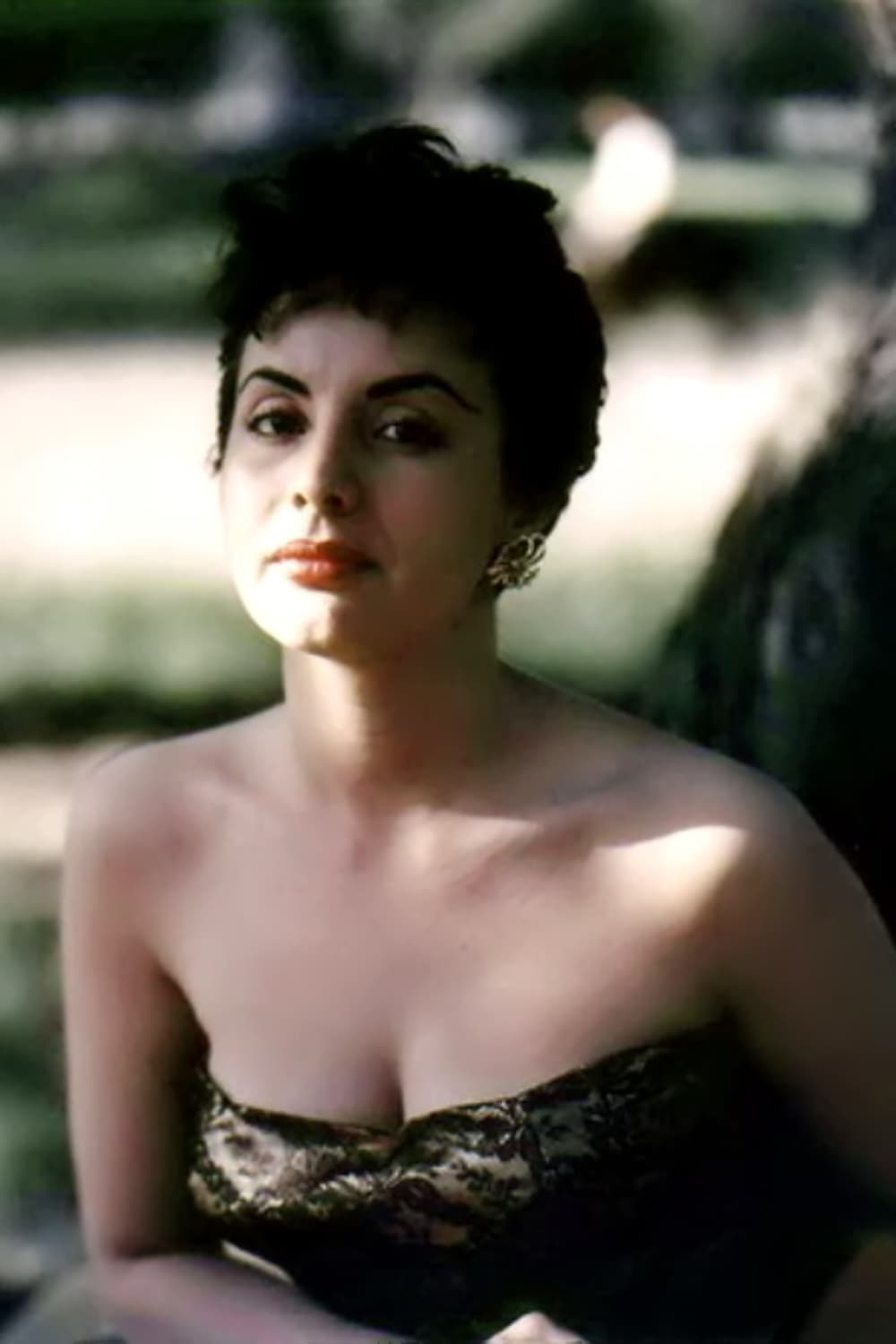
イザベル・サルリ／6月25日没

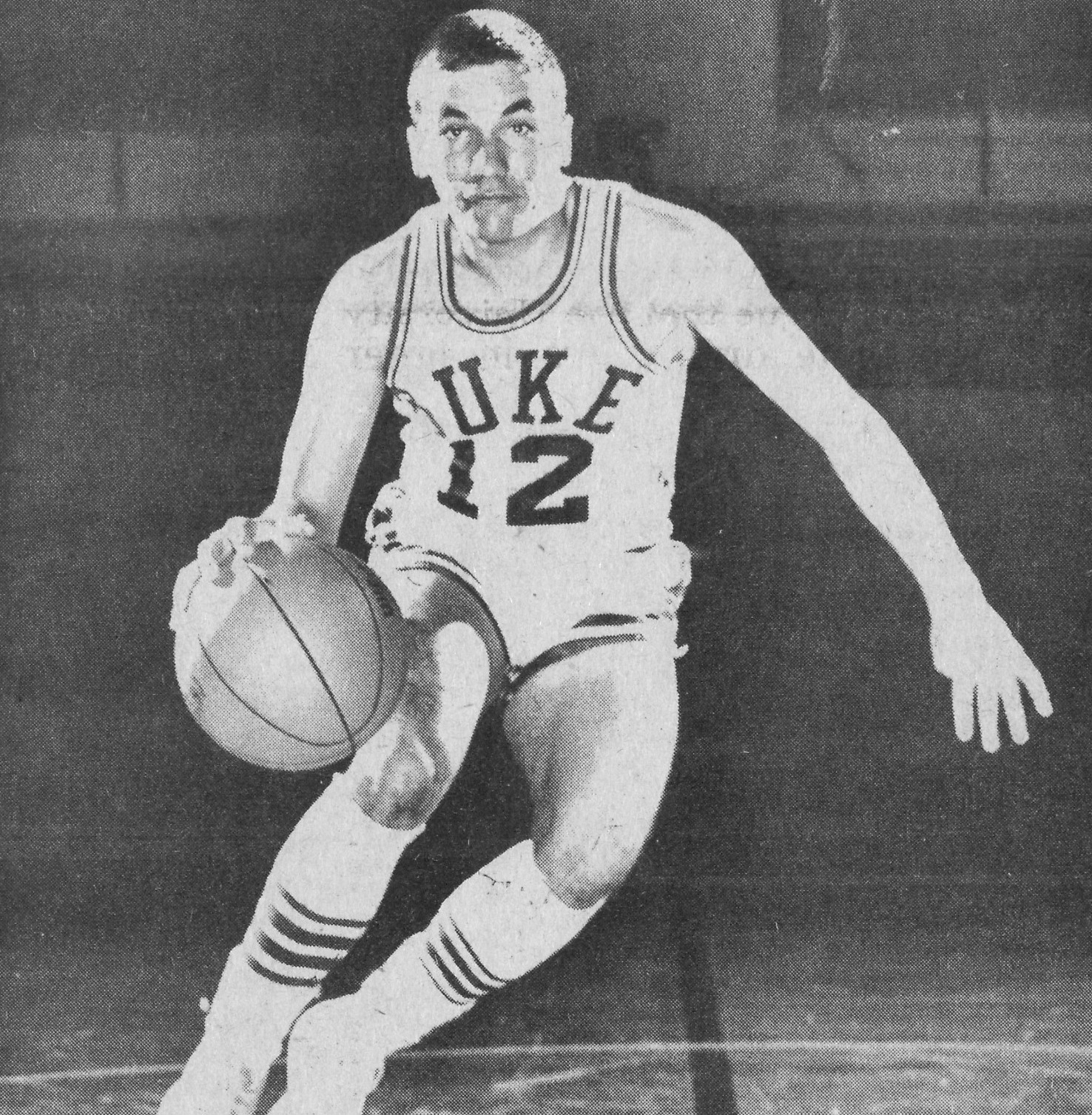
トニー・バローネ／6月25日没

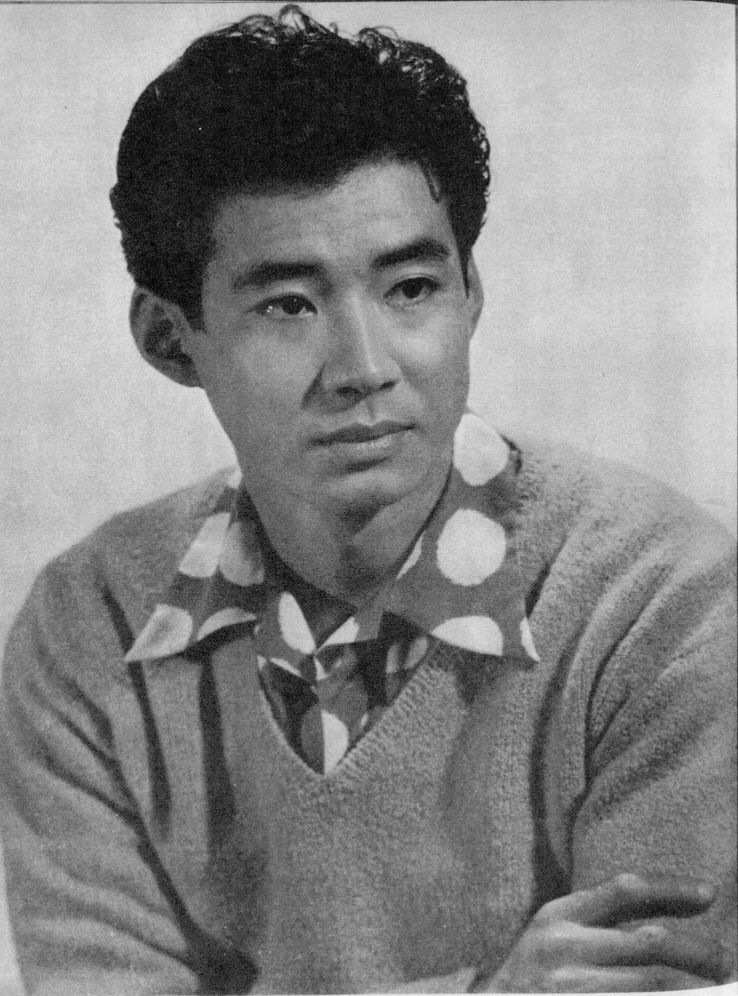
高島忠夫／6月26日没

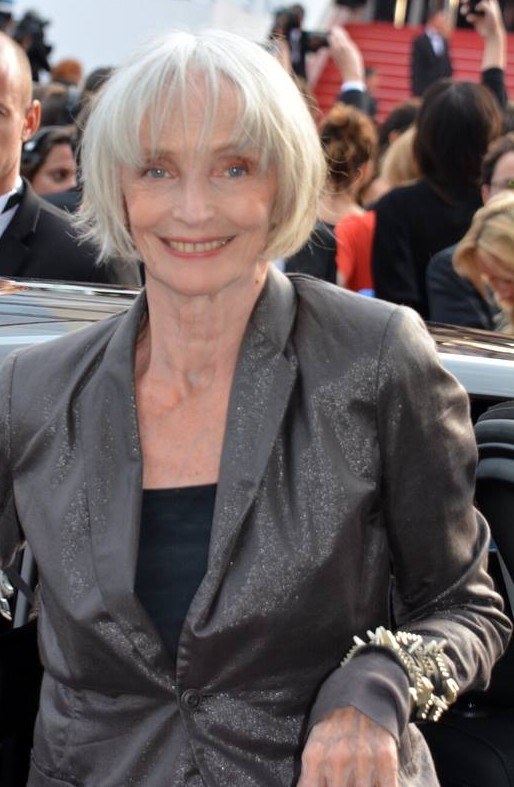
エディット・スコブ／6月26日没

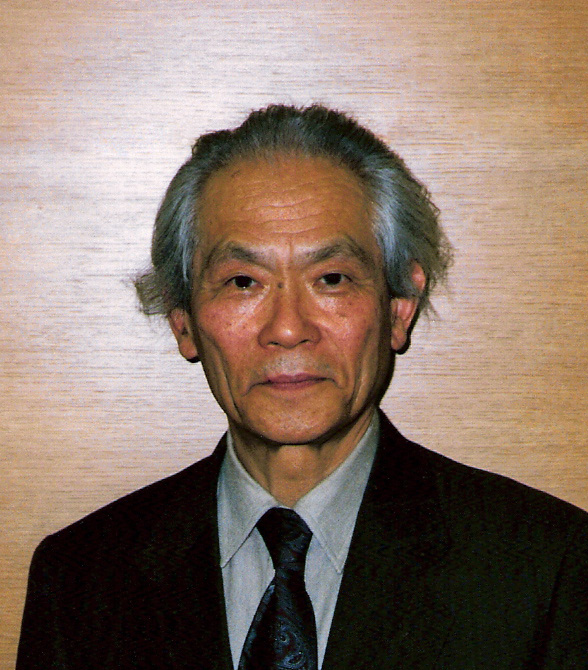
上田閑照／6月28日没

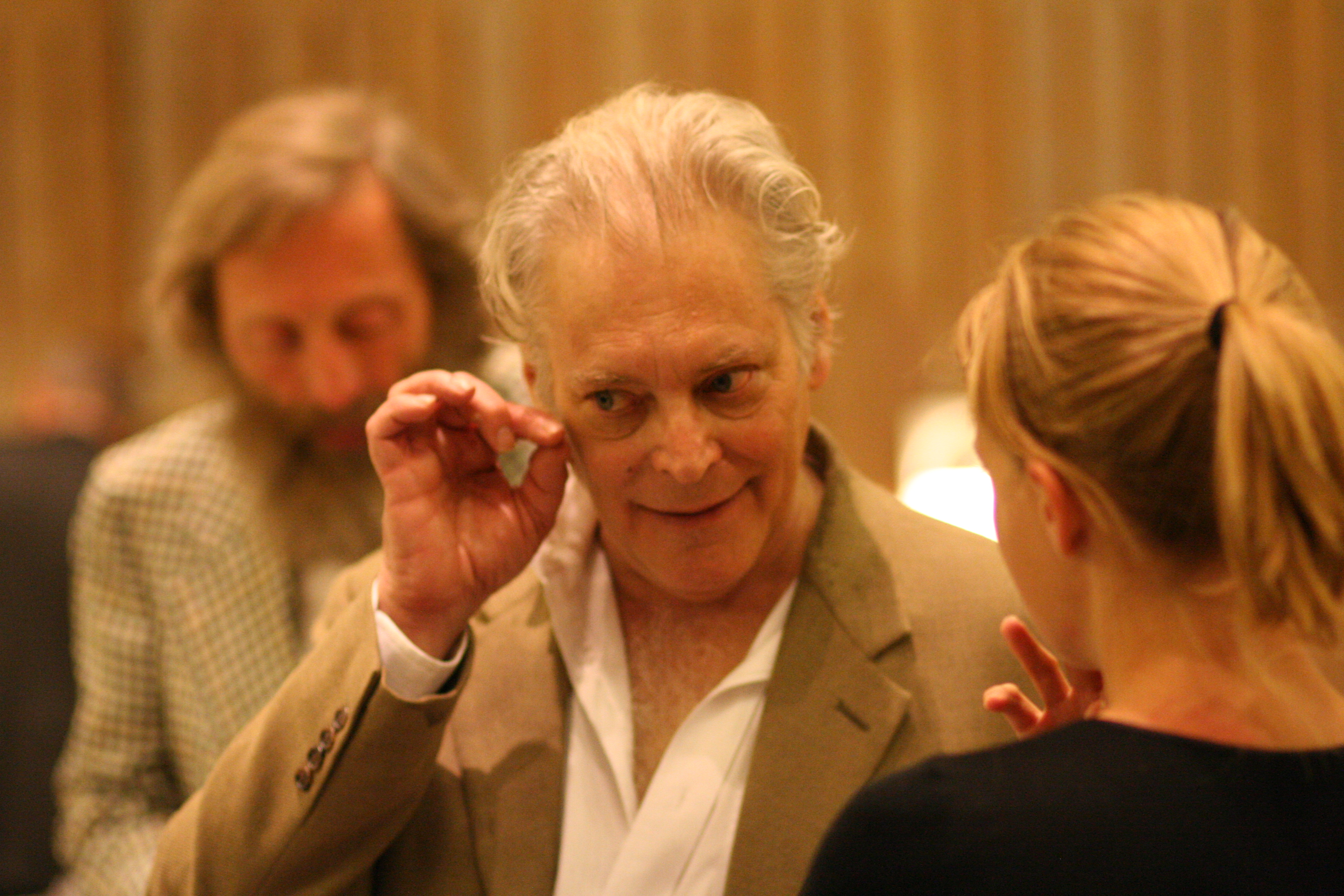
ミッチェル・ファイゲンバウム／6月30日没

- 6月16日 - 第14代沈壽官、日本の陶芸家、薩摩焼名跡（* 1926年）[102]
- 6月16日 - 清藤碌郎、日本の詩人、近代文学研究家（* 1926年）[103]
- 6月16日 - 渡邊隆男、日本の実業家、二玄社創業者（* 1929年?）[104]
- 6月16日 - 大楽華雪、日本の書家（* 1931年）[105]
- 6月16日 - 渡部良久、日本の化学者、京都大学名誉教授（* 1932年?）[106]
- 6月16日 - ヴォルフガング・ダンネ、ドイツのフィギュアスケート選手、1968年グルノーブルオリンピックペア銅メダリスト（* 1941年）[107]
- 6月16日 - スーザン・ピット、アメリカ合衆国の画家、アニメーター（* 1943年）[108]
- 6月16日 - 八幡正史、日本の実業家、元青森朝日放送社長（* 1947年?）[109]
- 6月16日 - 源吉嗣郎、日本の実業家、丸尾カルシウム会長（* 1948年）[110]
- 6月17日 - グロリア・ヴァンダービルト、アメリカ合衆国の芸術家、ファッションデザイナー（* 1924年）[111]
- 6月17日 - フィリップ・ボブコフ（ロシア語版）、ロシアの元軍人、元KGB将官（* 1925年）[112]
- 6月17日 - 岩橋明子、日本の社会活動家、日本ライトハウス会長（* 1929年）[113]
- 6月17日 - 永山勇、日本の実業家、元南日本新聞社長（* 1941年?）[114]
- 6月17日 - ムハンマド・ムルシー、エジプトの政治家、第3代エジプト・アラブ共和国大統領（* 1951年）[115]
- 6月17日 - ジャン＝マリー・ヒューロット、フランスコンピュータ科学博士、コンピュータソフトウェア開発者（* 1954年）[116]
- 6月18日 - マリア＝ジュゼッパ・ロブッチ＝ナルジーゾ、イタリアのスーパーセンテナリアン、当時世界第2位の長寿の人物（* 1903年）[117]
- 6月18日 - 小池和男、日本の経済学者、法政大学名誉教授（* 1932年）[118]
- 6月18日 - 菅谷文則、日本の考古学者、元奈良県立橿原考古学研究所所長（* 1942年）[119]
- 6月18日 - 北山朝徳、日本の実業家、日本サッカー協会（JFA）国際委員（* 1947年）[120]
- 6月18日 - パトリック・スミス、アメリカ合衆国のキックボクサー、総合格闘家（* 1963年）[121]
- 6月19日 - 石田満、日本の法学者、弁護士、上智大学名誉教授（* 1931年）[122]
- 6月19日 - 天羽敬祐、日本の医学者、東北大学名誉教授（* 1932年）[123]
- 6月19日 - 2代目鈴木正夫、日本の民謡歌手（* 1937年）[124]
- 6月19日 - 彭小蓮（中国語版）、中華人民共和国の映画監督、脚本家（* 1953年）[125]
- 6月19日 - エティカ、YouTuber、元モデル (*1990年)[126]
- 6月20日 - 神谷依信、日本の語り部、元鉄血勤皇隊所属（* 1929年?）[127]
- 6月20日 - 中川憲造、日本のグラフィックデザイナー、Nippon Design Center Graphics設立者、代表取締役社長（* 1947年）[128]
- 6月20日 - ヨースケ@HOME、日本のシンガーソングライター、MONGOL800サポートメンバー（* 1982年）[129]
- 6月21日 - 島津康男、日本の地球物理学者、環境学者、名古屋大学名誉教授（* 1926年）[130]
- 6月21日 - 小柴和正、日本の経営者、伊勢丹元社長、日本百貨店協会元会長（* 1931年）[131]
- 6月21日 - 熊谷太一郎、日本の実業家、元熊谷組社長（* 1933年）[132]
- 6月21日 - 厨義弘、日本の体育学者、福岡教育大学名誉教授（* 1933年）[133]
- 6月21日 - ディミトリス・フリストフィアス、キプロス（南キプロス、ギリシャ系キプロス）の政治家、同国第6代大統領（* 1946年）[134]
- 6月21日 - スーザン・バーナード、アメリカ合衆国のモデル、女優（* 1948年）[135]
- 6月22日 - ジュディス・クランツ、アメリカ合衆国の小説家（* 1928年）[136]
- 6月22日 - ステパン・シャカリャン（英語版）、アゼルバイジャン出身のアルメニアの作曲家（* 1935年）[137]
- 6月22日 - 來田仁成、日本の釣りジャーナリスト（* 1938年）[138]
- 6月22日 - ミゲル・アンヘル・ファラスカ（英語版）、アルゼンチン出身のスペインのバレーボール選手・指導者（* 1973年）[139]
- 6月22日 - ターレス・リマ・デ・コンセイソン・ペーニャ、ブラジルのサッカー選手（* 1995年）[140]
- 6月22日 - アンバチュ・メコネン（英語版）、エチオピアの政治家、アムハラ州知事（* 生年不詳）[141]
- 6月22日 - セアレ・メコネン（英語版）、エチオピアの軍人、同国参謀総長（* 生年不詳）[141]
- 6月23日 - デイヴ・バーソロミュー、アメリカ合衆国のジャズ／R&Bミュージシャン（* 1918年）[142]
- 6月23日 - 本田精一、日本の実業家、元日産火災海上保険（現損害保険ジャパン日本興亜）社長（* 1924年?）[143]
- 6月23日 - 前田英治、日本の実業家、元前田金属工業（現TONE）社長（* 1933年?）[144]
- 6月23日 - 程一彦、日本の料理人、料理研究家（* 1937年）[145]
- 6月23日 - 高田浩、日本の実業家、元サミット社長（* 1942年?）[146]
- 6月23日 - ステファニー・ニズニック、アメリカ合衆国の女優（* 1967年）[147]
- 6月24日 - 松本善明、日本の弁護士、政治家、元衆議院議員【日本共産党所属】（* 1926年）[148]
- 6月24日 - 樋本栄、日本のソプラノ歌手（* 1928年）[149]
- 6月24日 - 松原宏、日本の実業家、元東海運社長（* 1932年?）[150]
- 6月24日 - ビリー・ドラゴ、アメリカ合衆国の俳優（* 1945年）[151]
- 6月24日 - 西渕光昭、日本の水産学者、細菌学者、京都大学名誉教授、東南アジア地域研究研究所元教授（* 1954年）[152]
- 6月25日 - ケン・ベーリング（英語版）、アメリカ合衆国の開発業者、元シアトル・シーホークスオーナー（* 1928年）[153]
- 6月25日 - イザベル・サルリ、アルゼンチンのモデル、女優（* 1929年）[154]
- 6月25日 - 八神良三、日本の実業家、元八神製作所社長、八神純子の父（* 1930年?）[155]
- 6月25日 - ブライアン・マーシャル（英語版）、イギリスの俳優（* 1938年）[156]
- 6月25日 - 児島孝之、日本の工学者、元学校法人立命館副総長、立命館大学名誉教授（* 1942年?）[157]
- 6月25日 - トニー・バローネ、アメリカ合衆国のバスケットボール指導者（* 1946年）[158]
- 6月25日 - ブリュノ・ド・ケイゼル（フランス語版）、フランスの撮影監督（* 1949年）[159]
- 6月25日（遺体確認日） - Etika、アメリカ合衆国のオンラインストリーマー（* 1990年）[160]
- 6月26日 - 菅原喜重郎、日本の政治家、元岩手県東山町長、元衆議院議員【民社党・新進党・自由党所属】（* 1926年）[161]
- 6月26日 - 金田弥吉、日本の電子工学者、関西大学名誉教授（* 1928年）[162]
- 6月26日 - 高島忠夫、日本の俳優、テレビ番組司会者（* 1930年）[163]
- 6月26日 - ベン・バレンホルツ（英語版）、ウクライナ出身のアメリカ合衆国の映画プロデューサー（* 1935年）[164]
- 6月26日 - 森木亮、日本の経済学者、元白鷗大学客員教授（* 1935年）[165]
- 6月26日 - エディット・スコブ、フランスの女優（* 1937年）[166]
- 6月26日 - マックス・ライト、アメリカ合衆国の俳優（* 1943年）[167]
- 6月26日 - アイヴァン・クーパー、北アイルランドの政治家、社会民主労働党設立者（* 1944年）[168]
- 6月27日 - ピーター・ウェスターガード（英語版）、アメリカ合衆国の作曲家、音楽家（* 1931年）[169]
- 6月27日 - ルイ・ティリー、フランスのオルガン奏者、作曲家（* 1935年）[170]
- 6月27日 - ヴィジャヤ・ニルマラ、インドの映画監督、女優（* 1946年）[171]
- 6月27日 - ジャスティン・レイモンド（英語版）、アメリカ合衆国の作家、政治評論家、Antiwar.com（英語版）コラムニスト（* 1951年）[172]
- 6月27日 - 小西英樹、日本の実業家、第一精工社長（* 1963年?）[173]
- 6月28日 - 上田閑照、日本の哲学者、京都大学名誉教授（* 1926年）[174]
- 6月28日 - カイ・ピンダル（英語版）、デンマークのアニメーション監督（* 1927年）[175]
- 6月28日 - 百々登美子、日本の歌人（* 1929年）[176]
- 6月29日 - ギジェルモ・モルディロ（スペイン語版）、アルゼンチンの漫画家（* 1932年）[177]
- 6月29日 - 坂上惇、日本のプロ野球選手【西鉄ライオンズ・大映スターズ・大映ユニオンズ所属】（* 1934年）[178]
- 6月29日 - ゲイリー・ダンカン（英語版）、アメリカ合衆国のギタリスト、クイックシルヴァー・メッセンジャー・サーヴィスメンバー（* 1946年）[179]
- 6月29日 - チョン・ミソン（朝鮮語版）、大韓民国の女優（* 1970年）[180]
- 6月29日 - フロリヤナ・イスマイリ（英語版）、スイスのサッカー選手、元同国代表（* 1995年）[181]
- 6月30日 - 小松千歳、日本の政治家、元高知県馬路村長（* 1923年?）[182]
- 6月30日 - 平田純、日本の英語学者、富山大学名誉教授（* 1929年）[183]
- 6月30日 - ノエル・ホワイト（英語版）、イギリスの実業家、元リヴァプールFC代表者（* 1929年）[184]
- 6月30日 - 森岡ハインツ、日本の言語学者、上智大学名誉教授（* 1932年）[185]
- 6月30日 - 佐藤政人、日本の実業家、大学書林社長（* 1935年）[186]
- 6月30日 - ミッチェル・ファイゲンバウム、アメリカ合衆国の数理物理学者（* 1944年）[187]
- 6月30日 - モミル・ブラトヴィッチ（英語版）、モンテネグロの政治家、元ユーゴスラビア連邦共和国首相・モンテネグロ共和国大統領（* 1956年）[188]
- 6月30日 - 吉田晴乃、日本の実業家、元日本経済団体連合会審議員会副議長（* 1964年）[189]